# طه الجميلي
طه الجميلي، المعروف أيضًا باسم طه ال-ج، تاريخ ميلاد استنادًا إلى العمر حتى تاريخ 1991/1992 هو عضو عراقي سابق في الدولة الإسلامية (داعش) يقضي حاليًا عقوبة السجن مدى الحياة في ألمانيا لدوره في إبادة اليزيديين. يُعتقد أنه أول عضو في داعش يُدان بارتكاب جريمة الإبادة الجماعية.
انضم الجميلي إلى تنظيم الدولة الإسلامية عام 2013. كعضو في التنظيم، شغل عدة مناصب في الرقة، "عاصمة" التنظيم السورية، وفي وطنه العراق. أثناء وجوده في سوريا عام 2015 التقى بجينيفر وينش، وهي ألمانية اعتنقت الإسلام هاجرت مؤخرًا إلى الشرق الأوسط، في قراءة للقرآن كان يعقدها في بيت الضيافة الذي تقيم فيه وينش. أبدت وينش اهتمامًا بالزواج من الجميلي لكنها قالت إنها لا تريد رعاية المنزل، ووافق الجميلي على إيجاد مساعدة منزلية. بعد ذلك بوقت قصير، اشترى الجميلي امرأة يزيدية وابنتها ريداء البالغة من العمر خمس سنوات كسبايا أثناء تواجده في قاعدة لداعش. أُسرت الضحيتين من قبل داعش خلال مذبحة سنجار في أغسطس 2014 وبِيعتَ وأُعيد بيعهما عدة مرات.
تزوجت وينش والجميلي في صيف عام 2015. عاش الاثنان في الفلوجة، العراق. أجبر الجميلي السبيتين اليزيديتين اللتين حصل عليهما على القيام بالأعمال المنزلية، وضربهما لمعاقبتهما على عدم إطاعة أوامره ومنحهما القليل جدًا من الطعام. أُجبرت المرأة على أداء الصلوات الإسلامية بانتظام، وتعرضت هي وابنتها للإيذاء الجسدي على يد الجميلي، غالبًا بناءً على طلب وينش.
في يوليو أو سبتمبر 2015، غضب الجميلي بعد أن اكتشف أن ريداء قد تبولت في الفراش. كعقاب أجبر والدة ريداء على الوقوف حافية القدمين في الخارج في درجات حرارة تصل إلى حوالي 50 درجة مئوية، مما تسبب في إصابتها بحروق شديدة. ثم أخذ ريداء إلى الخارج وربطها بشبكة نافذة معدنية، وشد قيودها لدرجة أنها لم تعد قادرة على التنفس أو الوقوف. حذرت وينش الجميلي من أن ريداء ستموت إذا تركت في هذا الوضع، لكن الجميلي لم يفعل شيئًا. عندما أُنزلت ريداء أخيرًا، أخذها الجميلي إلى الداخل وحاولت وينش إعطاءها الماء للشرب، لكنها كانت قد ماتت بالفعل.
اُستجوب كل من وينش والجميلي من قبل ضباط أمن داعش حول وفاة الطفلة، مما دفعهما للفرار إلى تركيا بدلاً من المخاطرة بالاعتقال. قُبض على وينش في أنقرة وأُعيدت إلى ألمانيا في عام 2016، حيث أصبح تورطها وزوجها في وفاة ريداء معروفًا. تجنب الجميلي الاعتقال، ولكن قُبض عليه لاحقًا في اليونان وسُلم إلى ألمانيا لمحاكمته بموجب مبدأ الاختصاص العالمي. عثرت محامية حقوق الإنسان أمل كلوني على والدة ريداء، المعروفة باسم نورا، ورتبت لإحضارها إلى ألمانيا للعمل كمدعية مشاركة في القضية الجنائية.
اتُهم الجميلي بارتكاب إبادة جماعية ضد اليزيديين. جادل الادعاء بأن أفعال الجميلي قد ارتكبت في إطار حملة الإبادة التي شنها تنظيم الدولة الإسلامية ضد الأقلية اليزيدية، وبالتالي كان لديه القصد اللازم ليكون مذنبًا بالجريمة. كما اتُهم بارتكاب جرائم حرب، وجرائم ضد الإنسانية والاتجار بالبشر. في 30 نوفمبر 2021، وجدته محكمة في فرانكفورت مذنبًا بجميع التهم. أغمي على الجميلي عندما علم أنه قد أُدين. حُكم عليه بالسجن مدى الحياة في نفس اليوم.